# Elsie Attenhofer
Pour les articles homonymes, voir Attenhofer.
Elsie Attenhofer, de son nom civil Elisabeth Attenhofer née le 21 février 1909 à Lugano et morte le 16 septembre 1999 à Bassersdorf, est une humoriste et actrice suisse.

## Biographie
Elsie Attenhofer est la fille des hôteliers Max Attenhofer et Emmy Landgraf.
En 1934, elle rejoint le groupe satirique Cabaret Cornichon où elle a pour partenaires de jeu notamment Max Werner Lenz et Voli Geiler. Elle en est membre jusqu'en 1942.
En 1940, elle épouse le germaniste Karl Schmid. Ils auront un fils né en 1942 et une fille née en 1943.
En 1977, elle reçoit le Prix Ida Somazzi.

## Filmographie
- 1934 : Ja sooo!
- 1938 : Le Fusilier Wipf
- 1940 : Les Lettres d'amour
- 1940 : Fräulein Huser
- 1952 : Heidi
- 1955 : Heidi et Pierre
- 1957 : Der kühne Schwimmer